# Olga Barinova
Olga Barinova (Russisch: Ольга Баринова) (1969), is een Belgisch-Russisch volleybalster.

## Levensloop
Barinova was actief bij Dinamo Moskou en CSKA Moskou. In seizoen 1993-'94 sloot ze aan bij Datovoc Tongeren. Als speelster van deze club werd ze in 1997 een eerste maal verkozen tot Speelster van het Jaar. In 2000 maakte ze de overstap naar Asterix Kieldrecht. Met deze club werd ze eenmaal landskampioen (2001) en tweemaal bekerwinnaar (2001 en 2002). Ook won ze in 2001 met Kieldrecht de Top Teams Cup en werd ze een tweede maal verkozen tot Speelster van het Jaar. In 2003 keerde ze terug naar Tongeren.